# Politica Regatului Unit
Regatul Unit este o monarhie constituțională, în care puterea executivă este atribuită Guvernului („Guvernul Majestății Sale”) și provine de la Parlament. Este una din puținele țări actuale care nu au o Constituție. Primul ministru este șeful Guvernului și este responsabil în fața Camerei Comunelor, camera inferioară a Parlamentului. Acest sistem de guvernare a fost emulat și în alte părți ale lumii și este cunoscut sub numele de modelul Westminster.
Suveranul are teoretic puteri largi, însă în practică îndeplinește doar funcții ceremoniale. Suveranul este cel care promulgă legile emise de Parlament. De asemenea el deschide în fiecare an sesiunea Parlamentului cu așa-numitul Mesaj al Coroanei, care este de fapt un program de guvernare. Suveranul Regatului Unit este monarh de drept și în alte 15 țări ale Commonwealth-ului.
Actualul suveran al Regatului Unit este Regele Charles al III-lea, care a urcat pe tron în 2022, după moartea Reginei Elisabeta a II-a.  
Parlamentul este instituția legislativă națională a Regatului. Este compusă din două Camere: Camera Comunelor, cu membri aleși, și Camera Lorzilor, ai cărei membri sunt în general numiți. Camera Comunelor are puteri mai mari decît cea a Lorzilor, și poate trece legi respinse de către cea din urmă. Camera Comunelor este compusă din 646 membri, fiecare în parte fiind ales dintr-o circumscripție electorală, prin sistemul first past the post, zis și „the winner takes it all” - candidatul cu cel mai mare număr de voturi într-o circumscripție câștigă mandatul. Camera Lorzilor are 724 de membri, din rândurile aristocrației britanice și ale clerului. 
Miniștrii Guvernului sunt aleși prin convenție dintre membrii Camerei Comunelor, deși unii provin și din Camera Lorzilor. Miniștrii sunt învestiți cu putere executivă dar și legislativă. Primul-ministru este în general șeful partidului cu cei mai mulți reprezentanți în Camera Comunelor. Actualul Prim-ministru (din 5 iulie 2024) este  Keir Starmer, președintele partidului Laburist.
Regatul Unit are un sistem de protecție socială foarte cuprinzător, și se proclamă un „Welfare state” („stat al bunăstării”). Bazele sistemului actual de protecție socială au fost puse de economistul William Beveridge în 1942. Acest sistem a rămas cunoscut sub numele de modelul Beveridge.
Regatul Unit nu are un unic sistem legal din moment ce articolul 19 din Tratatul Uniunii din 1706 a permis continuitatea sistemului legal scoțian. În prezent, în Regatul Unit există 3 sisteme de legi: sistemul Angliei, sistemul Irlandei de Nord și sistemul Scoției.

## Afaceri externe
Regatul Unit este membru permanent al Consiliului de Securitate al ONU și membru al G7, G8, G20, NATO, Organizația pentru Cooperare și Dezvoltare Economică, și Organizația Mondială a Comerțului. Are o strânsă relație specială cu Statele Unite ale Americii, Franța, Japonia și Portugalia – cea din urmă fiind cea mai veche alianță din lume încă în vigoare, datând din 1386.